# Mille Miglia
Pour les articles homonymes, voir MilleMiglia, Mille Miglia Storica et Mille.
Ne doit pas être confondu avec Rallye des 1000 Miles.
Organisées en Italie, les Mille Miglia (en français Mille Milles) étaient l'une des courses automobiles d'endurance les plus célèbres au monde. Disputé en environ 24 heures sur route ouverte, cet aller-retour Brescia-Rome-Brescia attira les plus grands pilotes et les marques les plus prestigieuses. Cette course s'est disputée à vingt-quatre reprises entre 1927 et 1957 : treize fois avant la Seconde Guerre mondiale et onze fois après.
Le Rallye des 1000 Miles et la course historique Mille Miglia Storica lui succèdent depuis 1977,.

## Histoire

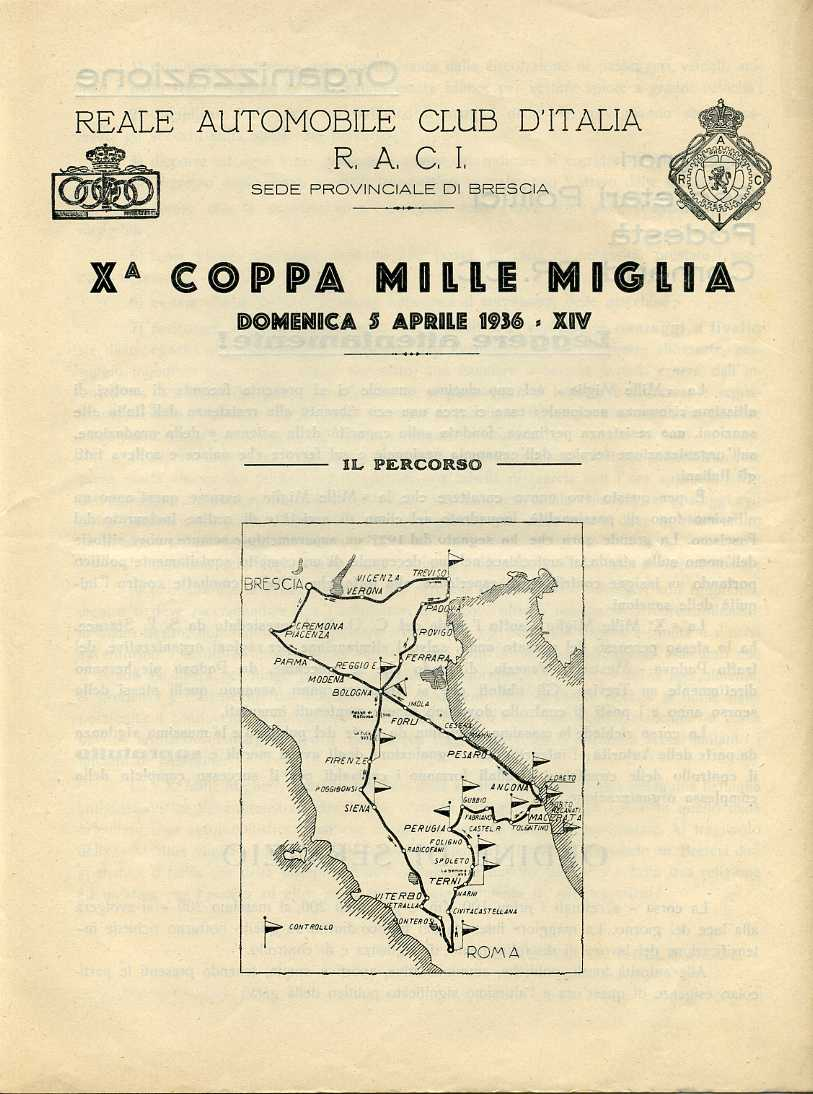
Circuit Mille Miglia Brescia-Rome-Brescia de 1936.

La course fut créée par les jeunes comtes Aymo Maggi et Franco Mazzotti (it), en réponse, semble-t-il, à la perte du Grand Prix d'Italie par leur ville de Brescia. Avec un groupe d'associés fortunés, ils établirent un circuit en forme de huit allant de Brescia à Rome et retour pour une distance parcourue d'environ 1 618 kilomètres, soit 1 005 milles. La première course eut lieu du 26 au 27 mars 1927 avec 77 concurrents au départ, tous italiens. Le gagnant, Giuseppe Morandi, termina la boucle de cette première édition en un peu moins de 21 heures et 5 minutes, à la moyenne de 78 km/h, avec un triplé d'OM 665 S.

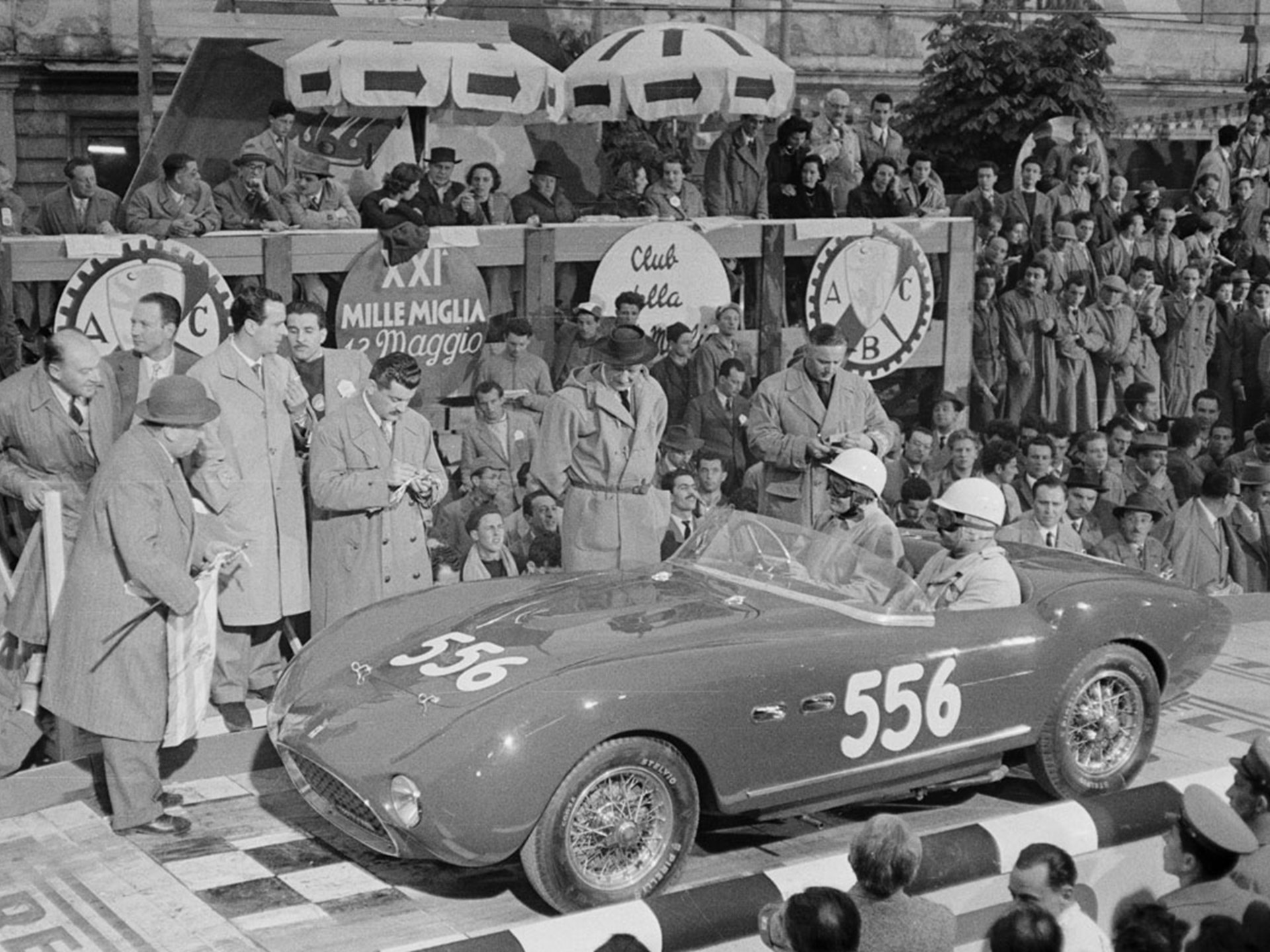
La Ferrari 166 MM Mille Miglia n°556 (heure de départ :) d'Emmanuel de Graffenried et G. Parravicini (1954)

L'originalité de cette épreuve était de faire courir des voitures d'endurance sur routes, et non sur circuit. Ferrari, Maserati, Alfa Romeo, Mercedes, Jaguar,  Aston Martin, Bugatti… se disputaient la première place. L'ordre de départ est fixé pour réduire la durée totale de la course (et en particulier le temps de fermeture des routes empruntées), c'est-à-dire en commençant par les véhicules censés être les moins rapides. Les dépassements s'en trouvaient plus nombreux. 
À la suite de la sciagura di Bologna (it), un accident ayant entraîné la mort de nombreux spectateurs, lors de l'édition 1938, Benito Mussolini décide d'interdire les Mille Miglia sur les routes ouvertes. L'année suivante, une course reprenant le nom des Mille Miglia (de) se déroule sur la via Balbia en Libye italienne, tandis qu'en 1940 est de nouveau organisée la course sur le territoire italien, qui prend le nom de Gran Premio Brescia delle 1000 Miglia. Les courses de 1937, 1938 et 1939 comptent pour le championnat d'Italie des voitures de sport.
À partir de l'édition de 1949, le numéro peint sur chaque voiture correspond à son heure de départ, ce qui permet de facilement calculer le temps de chaque concurrent dès la ligne d'arrivée franchie,,,.
La course est définitivement arrêtée en 1957 à la suite de l'accident mortel d'Alfonso de Portago et de son copilote qui entraîna la mort de neuf spectateurs.
Cette course sur route ouverte ne fut pas reconduite en 1958. L'appellation Mille Miglia fut alors reprise pour des compétitions comportant des secteurs chronométrés (sur route fermée) et des tronçons de liaison parfois assez importants : l'épreuve d'endurance est devenue un pur rallye de performance. Trois éditions furent disputées sous cette forme (1958, 1959 et 1961), la dernière comptant pour le Championnat d'Europe des rallyes.

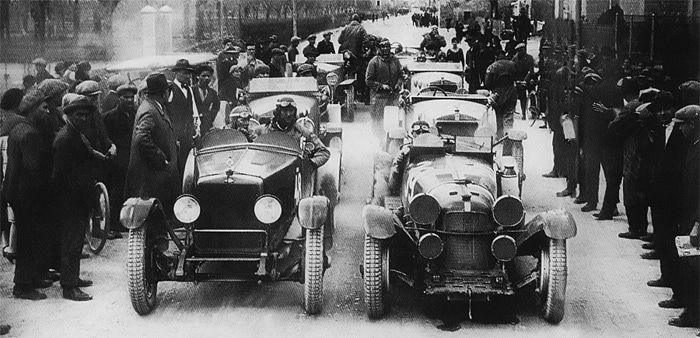
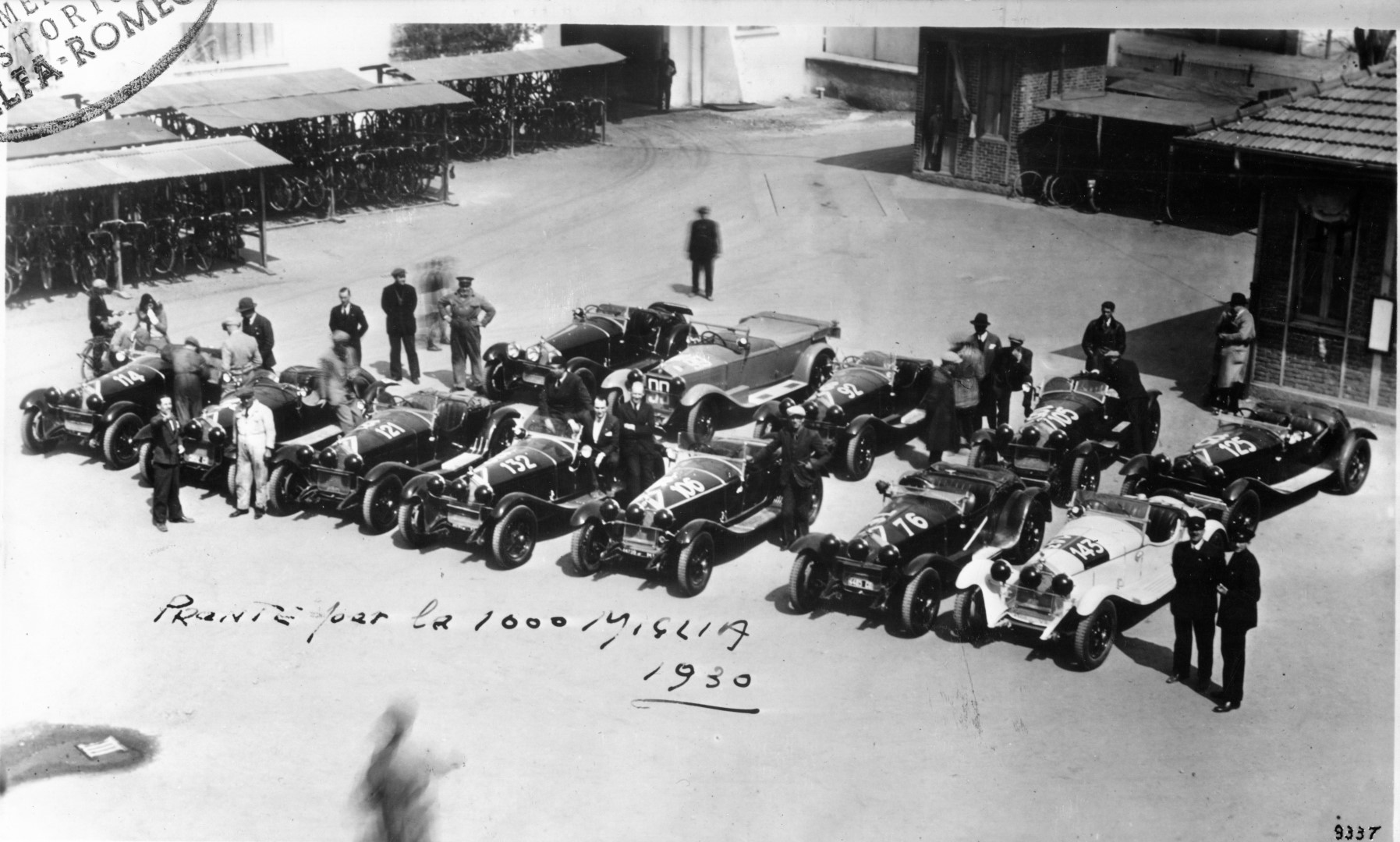
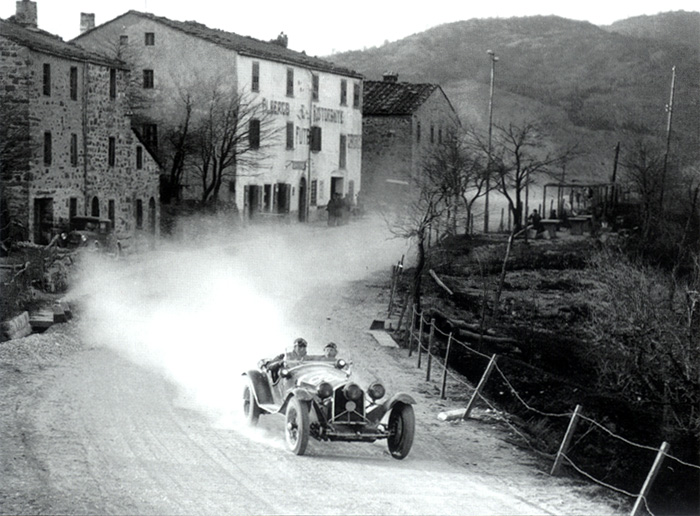
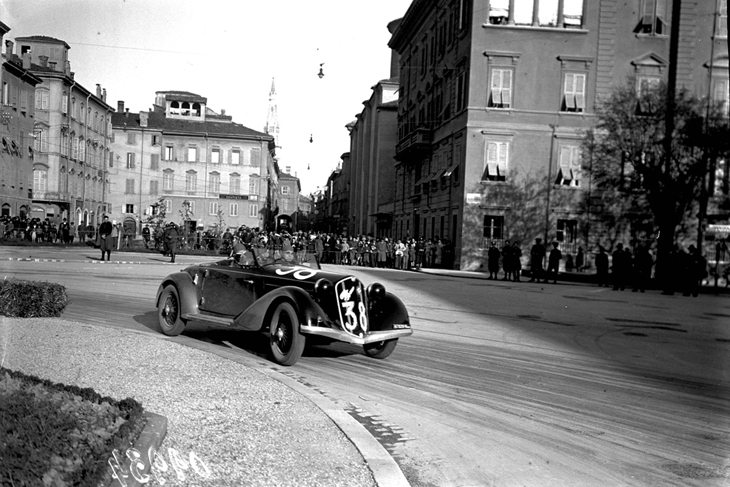

Le Rallye des 1000 Miles est créé à Brescia en 1977, à travers 979 km de montagnes lombardes, et a fait partie du Championnat d'Europe des rallyes de 1989 à 2012. Une épreuve routière Mille Miglia Storica, réservée aux voitures de course de collection, perpétue la tradition également depuis 1977. Ce rendez-vous annuel est devenu l'un des événements les plus prestigieux au monde, dans le domaine des courses de véhicules d'époque.

## Palmarès

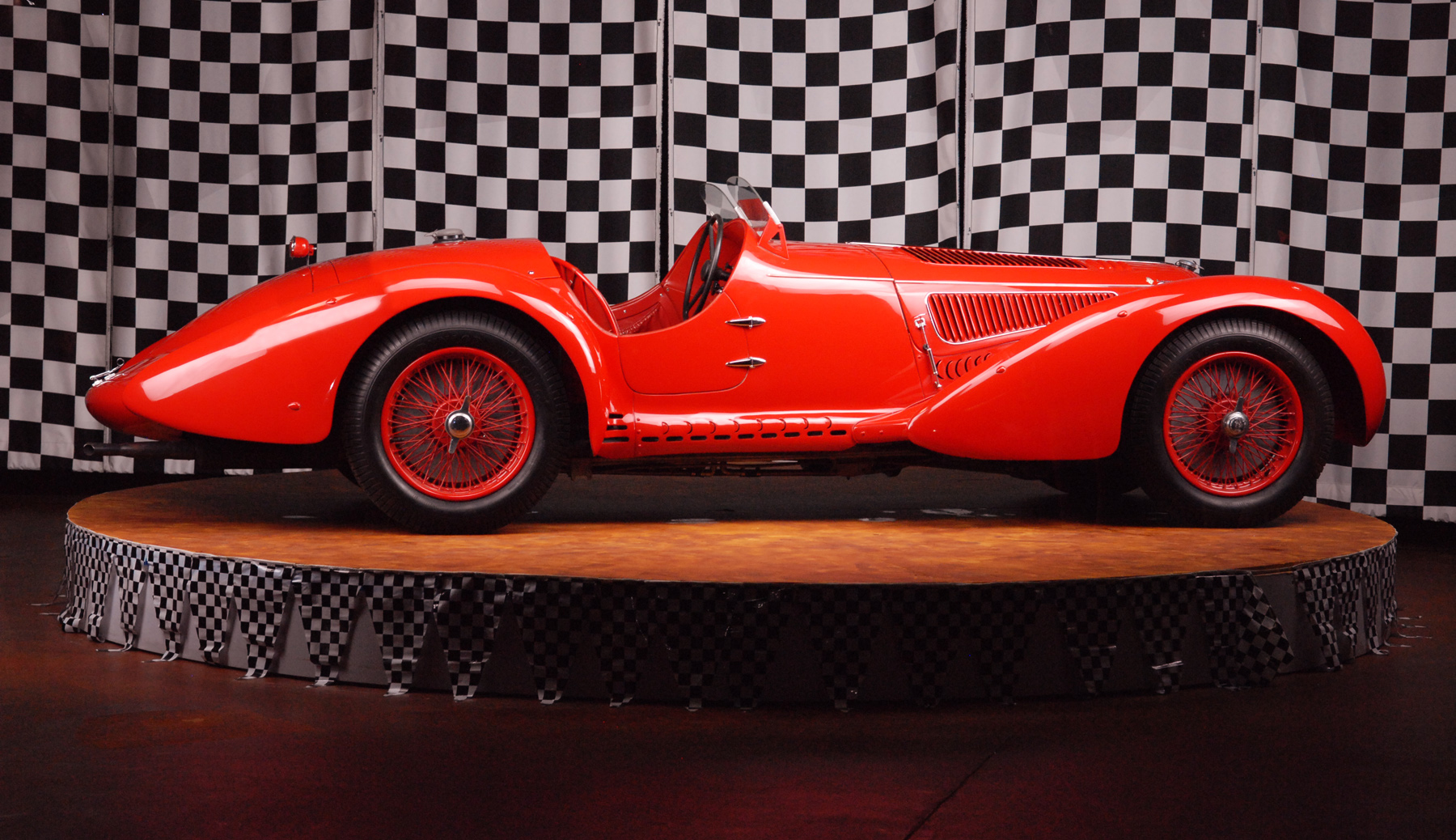
L'Alfa Romeo 8C 2900B MM vainqueur de l'édition 1938. Exposée à Philadelphie (États-Unis).

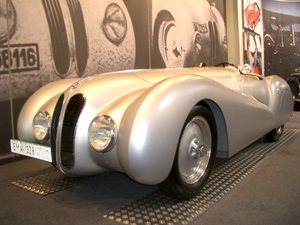
BMW 328 Mille Miglia « Bügelfalten » de 1940.

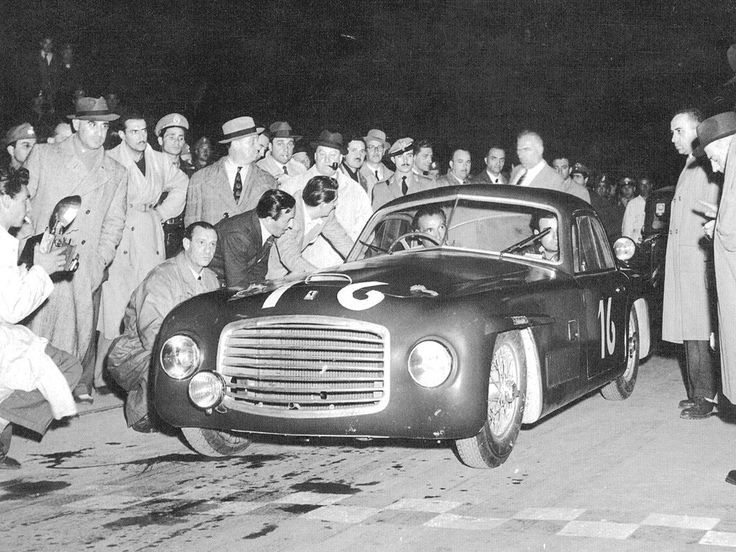
Biondetti et Navone vainqueurs en 1948 sur Ferrari 166S Coupe Allemano.

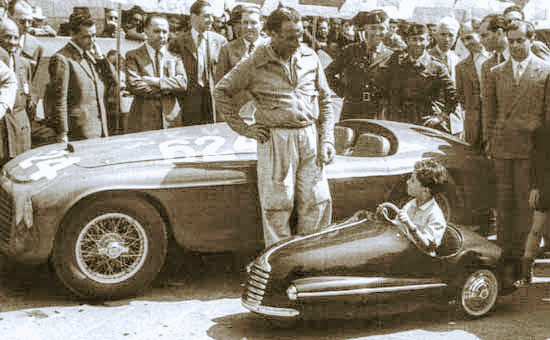
Biondetti en 1949, sur Ferrari 166MM Barchetta Touring.

| Année     | Pilote                                                                     | Voiture                                                                    | Championnat                                                                |
| --------- | -------------------------------------------------------------------------- | -------------------------------------------------------------------------- | -------------------------------------------------------------------------- |
| 1927      | Ferdinando Minoia Giuseppe Morandi                                         | OM 665 S                                                                   |                                                                            |
| 1928      | Giuseppe Campari Giulio Ramponi                                            | Alfa Romeo 6C 1500 Sport Spider Zagato                                     |                                                                            |
| 1929      | Giuseppe Campari Giulio Ramponi                                            | Alfa Romeo 6C 1750 SS Spider Zagato                                        |                                                                            |
| 1930      | Tazio Nuvolari Battista Guidotti                                           | Alfa Romeo 6C 1750 GS Spider Zagato                                        |                                                                            |
| 1931      | Rudolf Caracciola Wilhelm Sebastian                                        | Mercedes-Benz SSKL                                                         |                                                                            |
| 1932      | Baconin Borzacchini Amedeo Bignami                                         | Alfa Romeo 8C 2300 Spider Touring                                          |                                                                            |
| 1933      | Tazio Nuvolari Decimo Compagnoni                                           | Alfa Romeo 8C 2300 Spider Zagato                                           |                                                                            |
| 1934      | Achille Varzi Amedeo Bignami                                               | Alfa Romeo 8C 2600 Monza Spider Brianza                                    |                                                                            |
| 1935      | Carlo Maria Pintacuda Alessandro Della Stufa                               | Alfa Romeo 8C 2900B                                                        |                                                                            |
| 1936      | Antonio Brivio Carlo Ongaro                                                | Alfa Romeo 8C 2900A                                                        |                                                                            |
| 1937      | Carlo Maria Pintacuda Paride Mambelli                                      | Alfa Romeo 8C 2900A                                                        | Championnat d'Italie des voitures de sport                                 |
| 1938      | Clemente Biondetti Aldo Stefani                                            | Alfa Romeo 8C 2900B Spider MM Touring                                      | Championnat d'Italie des voitures de sport                                 |
| 1939      | Non couru (accident grave en 1938), remplacée par la Litoranea Libica (de) | Non couru (accident grave en 1938), remplacée par la Litoranea Libica (de) | Non couru (accident grave en 1938), remplacée par la Litoranea Libica (de) |
| 1940      | Huschke von Hanstein Walter Bäumer                                         | BMW 328 Berlinetta Touring                                                 |                                                                            |
| 1941-1946 | Non couru (Seconde Guerre mondiale)                                        | Non couru (Seconde Guerre mondiale)                                        | Non couru (Seconde Guerre mondiale)                                        |
| 1947      | Clemente Biondetti Emilio Romano                                           | Alfa Romeo 8C 2900B Berlinetta Touring                                     |                                                                            |
| 1948      | Clemente Biondetti Giuseppe Navone                                         | Ferrari 166S Coupe Allemano                                                |                                                                            |
| 1949      | Clemente Biondetti Ettore Salani                                           | Ferrari 166MM Barchetta Touring                                            |                                                                            |
| 1950      | Giannino Marzotto Marco Crosara                                            | Ferrari 195S Berlinetta Touring                                            |                                                                            |
| 1951      | Luigi Villoresi Pasquale Cassani                                           | Ferrari 340 America Berlinetta Vignale                                     |                                                                            |
| 1952      | Giovanni Bracco Alfonso Rolfo                                              | Ferrari 250 S Berlinetta Vignale                                           |                                                                            |
| 1953      | Giannino Marzotto Marco Crosara                                            | Ferrari 340 MM Spider Vignale                                              | Championnat du monde des voitures de sport                                 |
| 1954      | Alberto Ascari                                                             | Lancia D24 (en) Spider                                                     | Championnat du monde des voitures de sport                                 |
| 1955      | Stirling Moss Denis Jenkinson                                              | Mercedes-Benz 300 SLR                                                      | Championnat du monde des voitures de sport                                 |
| 1956      | Eugenio Castellotti                                                        | Ferrari 290 MM Spider Scaglietti                                           | Championnat du monde des voitures de sport                                 |
| 1957      | Piero Taruffi                                                              | Ferrari 315 S                                                              | Championnat du monde des voitures de sport                                 |

| Année | Pilote                             | Voiture                   | Championnat                      |
| ----- | ---------------------------------- | ------------------------- | -------------------------------- |
| 1958  | Luigi Taramazzo Giovanni Gerino    | Ferrari 250 GT coupé      |                                  |
| 1959  | Carlo Mario Abate Gianni Balzarini | Ferrari 250 GT coupé      |                                  |
| 1960  | Non couru                          | Non couru                 | Non couru                        |
| 1961  | Gunnar Andersson Carl Lohmander    | Ferrari 250 GT berlinetta | Championnat d'Europe des rallyes |

## Utilisation du nom «Mille Miglia»

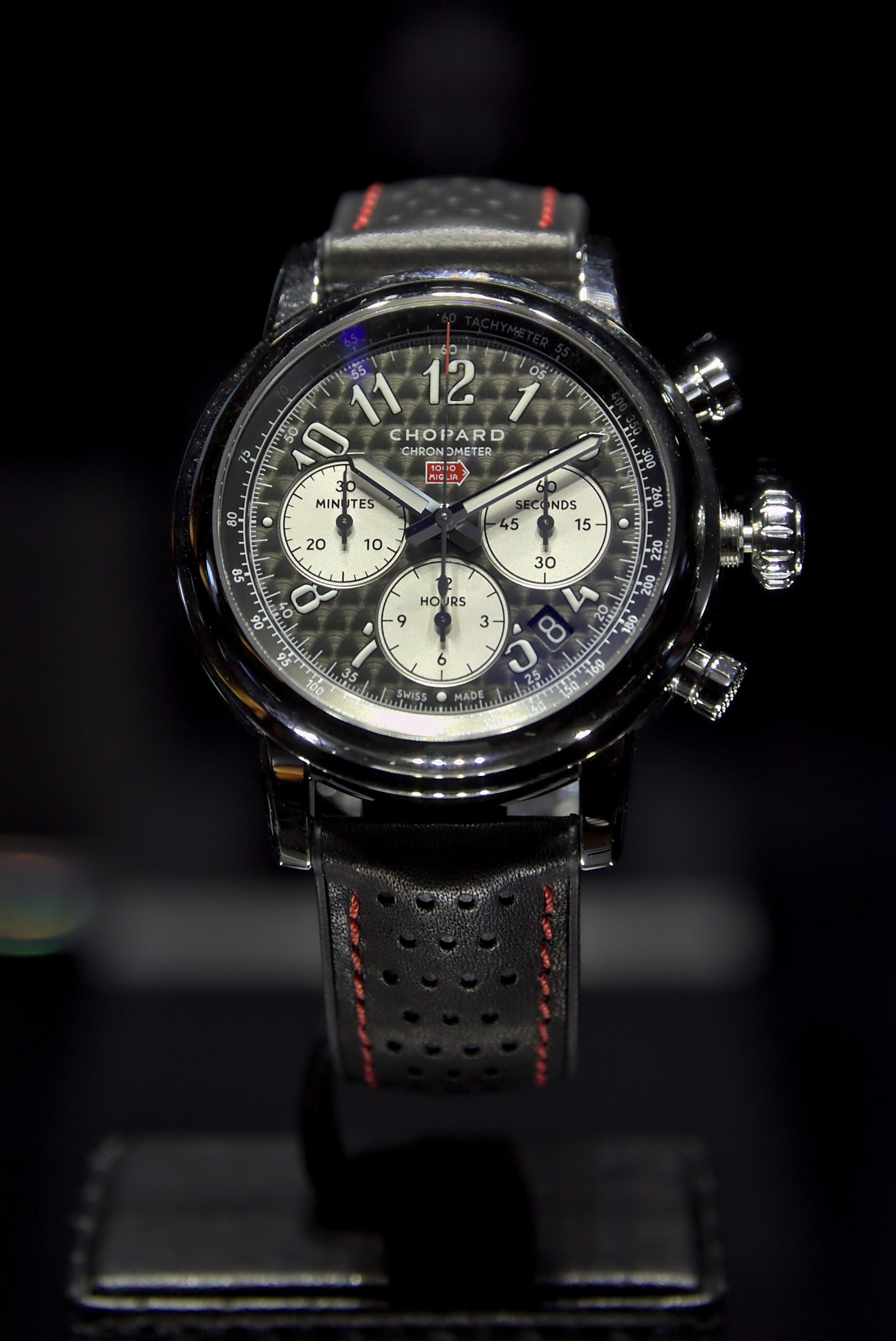
Une montre Chopard « Mille Miglia »

Le concept car BMW Mille Miglia de 2006 rend hommage à la BMW 328 Touring victorieuse des Mille Miglia 1940.
Dans les années 70, le nom « Mille Miglia Red » a été utilisé pour nommer le code couleur des voitures Chevrolet Corvette rouges, utilisé pour les Corvette C3 de 1971 à 1975.
Le fabricant de montres de luxe Chopard propose une collection de montres « Mille Miglia ». Une série limitée et numérotée de ces chronomètres ont un bracelet original en caoutchouc présentant la sculpture d'un pneu au profil Dunlop de l'époque.

## Au cinéma
- 1956 : À tombeau ouvert, de Ralph Thomas. L'édition 1956 a été immortalisée dans ce film, avec entre autres à la 67e minute Luigi Villoresi sur Osca MT4 1500 no 436, ou encore Peter Collins sur sa Ferrari 860 Monza Scaglietti no 551[10].

- 2023 : le film Ferrari revient sur l'édition de 1957, épreuve pendant laquelle l'équipage De Portago et son navigateur ont un accident mortel au cours duquel de nombreux spectateurs perdent aussi la vie.

## Musée Mille Miglia
Le Museo Mille Miglia est inauguré à Brescia en 2004, pour exposer l'histoire de la Mille Miglia de 1927 à nos jours, avec de nombreux véhicules, objets historiques, et documents d'archives.
La course historique Mille Miglia Storica est organisée depuis 1977, en mémoire de la compétition automobile d'origine, avec environ 400 voitures de course de collection parmi les plus emblématiques de l'histoire de l'automobile.

## À noter
Le pilote bergamasque Gianfranco Comotti a eu onze fois l'occasion de disputer cette épreuve entre 1928 et 1952, en près d'un quart de siècle[réf. nécessaire].